# Single Ladies (Put a Ring on It)
"Single Ladies (Put a Ring on It)" är en låt av den amerikanske R&B-sångaren Beyoncé Knowles, skriven av Christopher Stewart, Terius Nash, Kuk Harrell och Knowles för hennes tredje soloalbum, I Am… Sasha Fierce. Låten släpptes som hennes andra singel efter hitlåten "If I Were a Boy", som blev en kritisk och kommersiell framgång. Låten blev Knowles femte låt att ligga etta på Billboard Hot 100, och i tio andra länder.

## Låtlista och remixar
UK CD-singel
1. "Single Ladies (Put a Ring on It)" - 3:13
2. "Single Ladies (Put a Ring on It)" (Redtop Remix) - 3:31

US Digital Remix EP
1. "Single Ladies (Put a Ring on It)" (Dave Aude Remix Club Version) - 8:24
2. "Single Ladies (Put a Ring on It)" (Karmatronic Remix Club Version) - 5:58
3. "Single Ladies (Put a Ring on It)" (Redtop Remix Club Version) - 6:59
4. "Single Ladies (Put a Ring on It)" (DJ Escape & Tony Coluccio Remix Club Version) - 6:58
5. "Single Ladies (Put a Ring on It)" (Lost Daze Dating Service Remix Club Version) - 6:52
6. "Single Ladies (Put a Ring on It)" (Craig C's Master Blaster Remix Club Version) - 8:19

EU Digital Remix EP
1. "Single Ladies (Put a Ring on It)" (RedTop Remix Radio Edit)
2. "Single Ladies (Put a Ring on It)" (My Digital Enemy Remix)
3. "Single Ladies (Put a Ring on It)" (Olli Collins & Fred Portelli Remix)
4. "Single Ladies (Put a Ring on It)" (Dave Aude Remix Club Version)
5. "Single Ladies (Put a Ring on It)" (The Japanese Popstars Remix)
6. "Single Ladies (Put a Ring on It)" (Album Version)

Remixar
1. "Single Ladies (Put a Ring on It)" (Officiell Don Vito Remix) (Feat. Lil Scrappy)